# Zmarli w październiku 2009

## Październik 2009
- 31 października
  - Jan Wejchert, polski biznesmen, współzałożyciel Grupy ITI oraz telewizji TVN[1]
- 30 października
  - Claude Lévi-Strauss, francuski antropolog[2]
- 25 października
  - Camillo Cibin, Szef żandarmerii watykańskiej za pontyfikatu Jana Pawła II[3]
- 22 października
  - Maciej Rybiński, polski dziennikarz[4]
- 20 października
  - Bolesław Dylak, polski polityk i nauczyciel, poseł na Sejm PRL (1972–1976), wiceminister oświaty i wychowania (1976–1981)[5]
  - Leszek Nowak, polski filozof, logik i teoretyk prawa, pracownik naukowy poznańskiego Uniwersytetu im. Adama Mickiewicza[6].
- 19 października
  - Joseph Wiseman, kanadyjski aktor; odtwórca roli doktora No, pierwszego przeciwnika Jamesa Bonda[7]
  - Zdzisław Pakuła, polski działacz państwowy, prezes NBP w latach 1988–1989
- 18 października
  - Tomasz Dybowski, były sędzia Trybunału Konstytucyjnego, profesor prawa cywilnego na Uniwersytecie Warszawskim
- 17 października
  - Diana Elles, brytyjska polityk, dyplomata i prawnik, eurodeputowana I i II kadencji (1979–1989)[8]
- 16 października
  - Wiktor Lezerkiewicz, ocalony z Holocaustu przez Oskara Schindlera
  - Marian Przykucki, arcybiskup metropolita szczecińsko-kamieński w latach 1992–1999
- 15 października
  - Josias Kumpf, austriacki zbrodniarz wojenny, strażnik więzienny w obozach koncentracyjnych
  - Jerzy Antoni Mikucki, polski mikrobiolog, nauczyciel akademicki, działacz społeczny
- 13 października
  - Al Martino, amerykański aktor
  - Paul Barbă Neagră, rumuński producent filmowy
  - Nan C. Robertson, amerykański dziennikarz, laureat nagrody Pulitzera
  - Marian Kołodziej, polski artysta plastyk, scenograf[9]
- 12 października
  - Michaił Kalatoziszwili, rosyjski producent telewizyjny
  - Frank Vandenbroucke, belgijski kolarz
- 11 października
  - Jadwiga Kopczyńska-Sikorska, polska lekarka, pediatra, prof. dr nauk medycznych[10][11]
  - Joan Martí i Alanís, hiszpański duchowny katolicki, biskup Seo de Urgel
  - Halit Refiğ, turecki dyrektor filmowy
- 10 października
  - Stephen Gately, irlandzki piosenkarz, członek irlandzkiego boysbandu Boyzone[12]
  - Veronika Neugebauer, niemiecka aktorka
- 9 października
  - Jacques Chessex, szwajcarski pisarz, poeta i prozaik
  - Wiaczesław Ivankow, rosyjski przestępca, jeden z królów rosyjskiej mafii
  - Hermann Raich, austriacki duchowny katolicki, biskup Wabagu
  - Louis Sanmarco, francuski urzędnik państwowy, gubernator Ubangi-Szari (1954–1957) i Gabonu (1958–1959)[13]
  - Richard Sonnenfeldt, niemiecki działacz społeczny
- 8 października
  - Torsten Reißmann, niemiecki judoka, 4-krotny mistrz Europy
- 7 października
  - Irving Penn – amerykański fotograf[14]
- 5 października
  - Mike Alexander, angielski muzyk, basista
  - Mira Jaworczakowa, polska pisarka, autorka książek dla dzieci[15]
  - Izrail Gelfand, rosyjski matematyk
  - Giselher Klebe, niemiecki kompozytor
  - Heidi Oetinger, niemiecka publicystka
- 4 października
  - Veikko Huovinen, fiński pisarz
  - Grace Keagy, amerykańska aktorka
  - Ernő Kolczonay, węgierski szermierz, medalista olimpijski
  - Shōichi Nakagawa, japoński polityk, minister finansów w latach 2008-2009
  - Günther Rall, niemiecki pilot, as myśliwski II wojny światowej
  - Mercedes Sosa, argentyńska pieśniarka
  - Jadwiga Lipińska, polski egiptolog-archeolog
- 3 października
  - Alexander Basilaia, gruziński kompozytor
  - Fernando Caldeiro, amerykański astronauta
  - Fatima el-Sharif, królowa Libii w latach 1951-1969
  - Gunnar Haarberg, norweski prezenter telewizyjny
  - Reinhard Mohn, niemiecki biznesmen, wydawca
  - Jerzy Wojnecki, polski piłkarz[16]
- 2 października
  - Marek Edelman, polski działacz polityczny i społeczny pochodzenia żydowskiego, lekarz kardiolog, przywódca powstania w getcie warszawskim
  - Rolf Rüssmann, niemiecki trener piłkarski
- 1 października
  - Otar Cziladze, gruziński pisarz
  - Roberto Palleschi, włoski polityk i samorządowiec, prezydent regionu Lacjum (1975–1976), deputowany[17]